# Humphrey Sarfaraz Peters

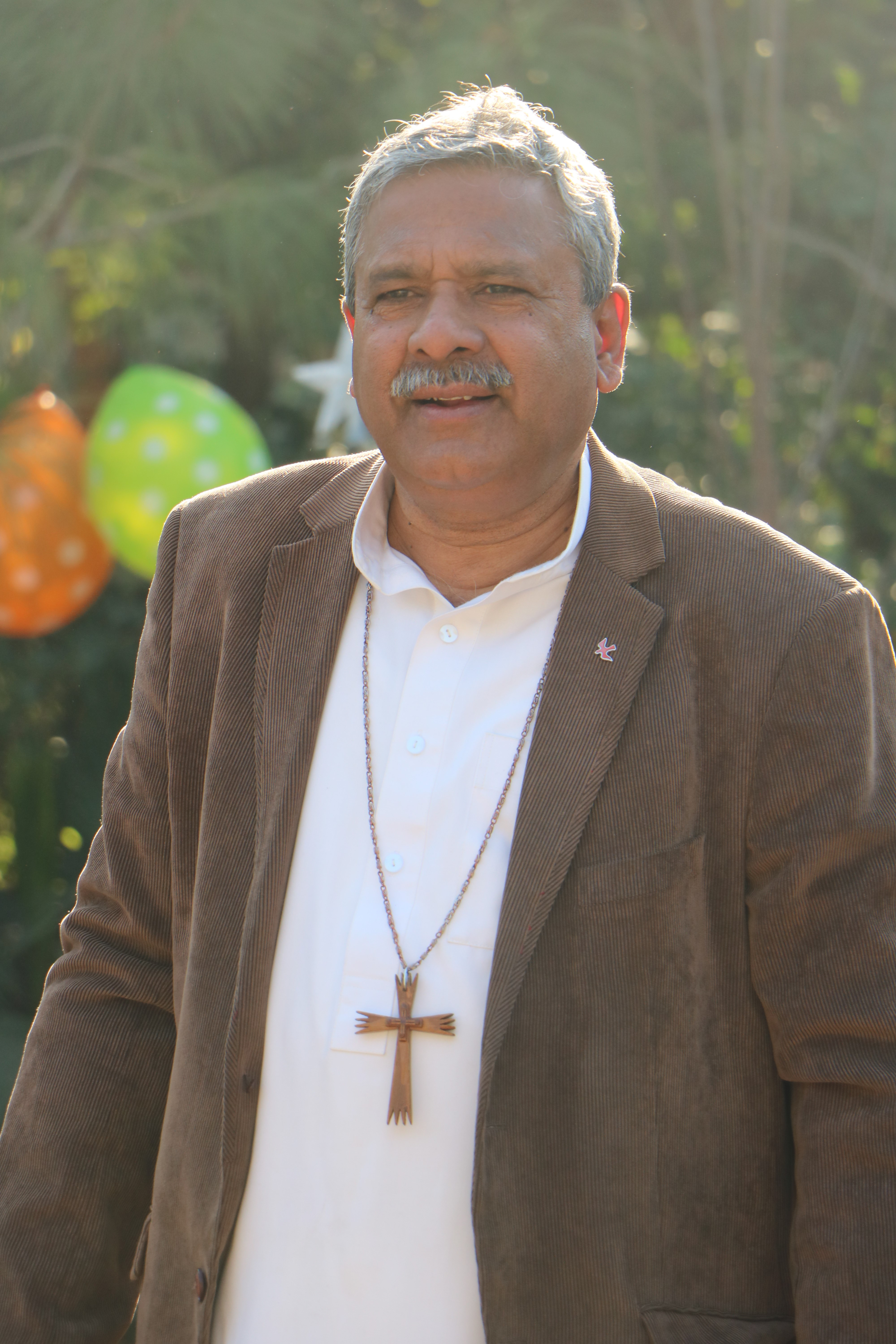
Humphrey Peters, 2017

Humphrey Sarfaraz Peters (Urdu ہمفرے سرفراز پیٹرز) ist ein pakistanischer Geistlicher. Er amtiert seit 2011 als Bischof der Diözese Peschawar der Church of Pakistan; von 2017 bis 2021 war er zudem deren Moderator Bishop in der Funktion eines anglikanischen Primas. Die Kirche ist eine vereinigte Kirche, die sowohl in der Anglikanischen Gemeinschaft als auch im World Methodist Council und in der Weltgemeinschaft Reformierter Kirchen Mitglied ist.
Peters war einer der ursprünglichen Mitarbeiter bei der Gestaltung der Anglican Alliance und hat sich seither in der Steuerungsgruppe für Asien eingebracht. Er war früher Sekretär der Development and Relief Organisation der Diözese.
Am 6. bis 10. Januar 2014 nahm er an dem College of Bishops der Anglican Church in North America in Orlando, Florida teil.